# Beyerdynamic

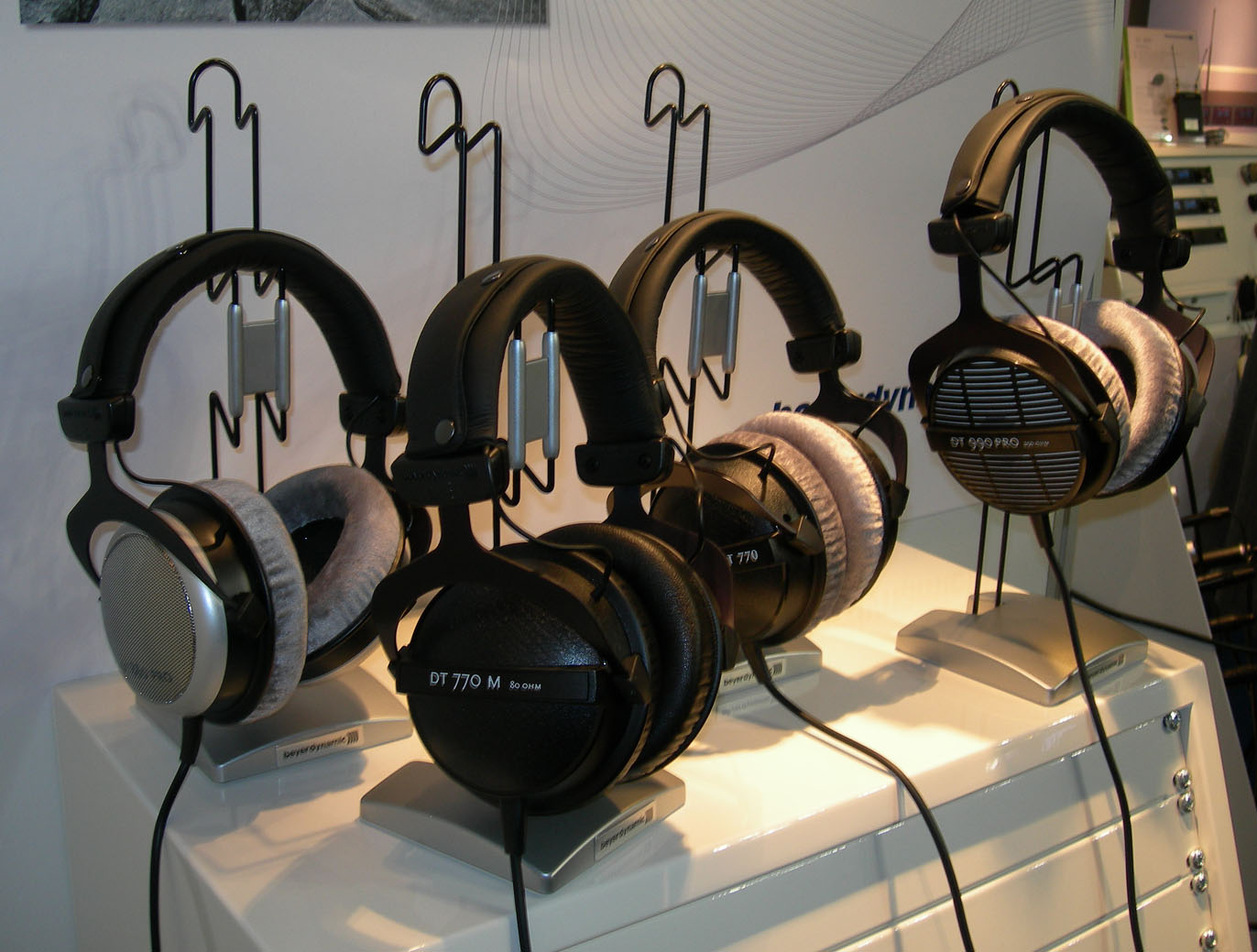
Наушники Beyerdynamic (DT 880 PRO, DT 770 M, DT 770, DT 990 PRO)

Beyerdynamic GmbH & Co. KG — немецкая компания, занимающаяся производством микрофонов и наушников. В 2025 году немецкий производитель наушников и микрофонов Beyerdynamic продан китайской компании Cosonic Intelligent Technologies из Шэньчжэня за $139 млн. Для Cosonic это выход в нишу премиальной аудиотехники после многих лет работы в качестве контрактного производителя для Philips, JBL, Beats и Huawei.

## История
Компания Beyerdynamic была основана в 1924 году в Берлине. Первоначально, фирма занималась производством и разработкой колонок для кинотеатров. В 1937 году компания выпустила свои первые динамические головные телефоны, а два года спустя были выпущены первые динамические микрофоны для студийного и внестудийного использования. В 1963 году для первого официального приезда королевы Елизаветы II в Австралию были выбраны микрофоны модели M 88, а в 1966 году во время своего первого турне по Германии группа The Beatles использовала исключительно микрофоны модели E 1000.
1975 год ознаменовался для фирмы началом серийного производства конденсаторных микрофонов. В 1979 году был выпущен самый маленький в мире студийный микрофон MCE5. В 1981 году были выпущены ставшие сенсацией акустические высокочувствительные микрофоны MPC 50, которые предназначались для проведения телеконференций. Три года спустя, Beyerdynamic выпустили беспроводные системы с передающим микрофоном S 85. В 1988 году на Олимпийских играх в Сеуле были задействованы исключительно гарнитуры DT 108 / DT 109.

## Продукция компании

### Миниатюрные петличные микрофоны
- MCE 7

Один из самых маленьких петличных микрофонов в мире. Весит всего 1 грамм. Широко использовался в театрах, мюзиклах, а также на радио и телевидении. Цвет микрофона чёрный либо телесный. Частотные характеристики микрофона (20 Гц – 20 кГц) обеспечивают чистоту звучания и точность воспроизведения. Конденсаторный, электретный; направленность: всенаправленный; чувствительность: 28 мВ/Па; максимальное звуковое давление — более 120 дБ. 
- МСЕ 5/6, МСЕ 10, МСЕ 51 - речевые
- МСЕ 50, МСЕ 53 - инструментальные.

### Головные микрофоны
- TG-X45

Миниатюрный кардиоидный микрофон. Использовался конферансье, ведущими программ, танцорами, а также поющими барабанщиками и пианистами, инструкторами по аэробике, актёрами и певцами. Может быть чёрного или телесного цвета.

### Студийные цифровые микрофоны
- MCD 100

Конденсаторный микрофон, использующий микрофонную капсулу от аналогового микрофона MC 834. Микрофон существует в двух версиях: с 20- или 22-разрядными аналого-цифровыми преобразователями. Максимальная длина микрофонного кабеля - до 500 метров. 

### Студийные аналоговые микрофоны
- MC 834
- MC 740
- MC 833
- MC 742

### Динамические микрофоны
Все вокально-инструментальные.
- M 01
- M 02
- M 03
- M 04
- M 05
- M 88
- M 69

### Репортёрские микрофоны
- M 58. С круговой направленностью.
- M 59. С гиперкардиоидной направленностью.
- M 201.
- MC 736
- MC 737
- MCE 86
- MCE 87

### «Пушки»
- МС 736 PV
- MC 737 PV
- MCE 86,87,87 VS
- MEM 86

### Микрофоны для подзвучивания ударных установок
- МС 713 - панорамный (Overhead)
- МС 740 - панорамный (Overhead)
- М 201 - том
- М 420 - альтовый барабан
- М 422 - малый барабан и хай-хет (Hi-Hat)
- М 380, TGX 50, M 88 - большой барабан